# Buster Crabbe
Buster Crabbe (Clarence Linden Crabbe:  Oakland, de California, 7 de febrero de 1908 – Scottsdale, de Arizona, 23 de abril de 1983) fue un atleta y actor estadounidense, intérprete de varios seriales cinematográficos de los años 30 y 40.

## Primeros años
Su verdadero nombre era Clarence Linden Crabbe II, siendo sus padres Lucy Agnes McNamara (1885-1959) y Edward Clinton Simmons Crabbe I (1882-?). Nació en Oakland (California), y tuvo un hermano, Edward Clinton Simmons Crabbe II (1909-1972). Al igual que ocurre con otras estrellas de Hollywood, la fecha de nacimiento oficial discrepa de la utilizada en las biografías publicitarias, y la marcada por su certificado de nacimiento es el 7 de febrero de 1908.

## Hawái y las Olimpiadas
Creció en Hawái, y se graduó en la Punahou School de Honolulu. Fue un gran nadador y participó en dos Juegos Olímpicos: en 1928, donde ganó la medalla de bronce en los 1.500 metros libres, y en 1932, ganando la medalla de oro en los 400 metros libres. 
Estudió en la Universidad del Sur de California, donde fue el primer nadador All-America (1931) así como poseedor de un título de la National Collegiate Athletic Association en 1931 en estilo libre. También formó parte de la Fraternidad Sigma Chi antes de graduarse en 1931. En 1933 se casó con Adah Virginia Held, matrimonio que duró hasta el fallecimiento del actor en 1983. Tuvieron dos hijas, Sande y Susan, y un hijo, Cullen. Sande falleció a causa de una anorexia nerviosa.
Crabbe participó en el Aquacade de Billy Rose en la Exposición General de segunda categoría de Nueva York de 1939 en 1940, reemplazando a Johnny Weissmüller.

## Hollywood
El papel de Crabbe en el serial de cine de 1933 Tarzan the Fearless (Tarzán el intrépido, realizado también como largometraje independiente) fue el lanzamiento de una exitosa carrera en la que el actor trabajaría en más de cien filmes. Esa sería la única producción en la que Crabbe interpretaría el personaje de Tarzán. En King of the Jungle (1933), Jungle Man (1941), y en el serial de 1952 King of the Congo, interpretó papeles de "hombre de la selva", pero no exactamente de Tarzán.
También encarnó al protagonista en Search for Beauty (1934), y su siguiente papel principal sería en 1936 como Flash Gordon en el popular serial Flash Gordon, personaje que interpretó en dos secuelas, estrenadas por Universal en 1938 y 1940. 
Otros personajes que interpretó fueron Billy the Kid, Buck Rogers, y a un hermano de su fraternidad en la vida real en el film musical The Sweetheart of Sigma Chi. En algunas de sus películas estaba acreditado como Larry Crabbe o Larry (Buster) Crabbe. Su compañero en la mayoría de sus westerns fue el actor Al St. John.
Crabbe ha sido el único actor en interpretar a Tarzán, Flash Gordon y Buck Rogers — los tres héroes del cómic más famosos de la década de 1930.

## Televisión
Crabbe actuó en la serie televisiva Captain Gallant of the Foreign Legion (1955 a 1957), interpretando al Capitán Michael Gallart. La serie se emitió en la NBC. Su hijo, Cullen Crabbe, actuó en el show como "Cuffy Sanders". 
Crabbe actuó de manera regular para la televisión, incluyendo un episodio de la serie de 1979 Buck Rogers in the 25th Century, en el que interpretaba a un piloto de combate retirado llamado "Brigadier Gordon" en honor de Flash Gordon.

## Últimos años
La carrera cinematográfica de Crabbe languideció en los años 50 y 60. Sin embargo, en ese período Crabbe se dedicó a los negocios y a trabajar como corredor. 
A mediados de los años 50, Crabbe adquirió el campus de una antigua escuela preparatoria en las cercanías de Onchiota, Nueva York, en las Montañas Adirondack. Renombrado Buster Crabbe's Meenahga Lodge, se usó para que practicaran natación chicos de 8 a 14 años de edad, con al menos un instructor de Hawái. Además, en verano se representaban un par de obras teatrales musicales bajo la guía de varios expertos en drama. 
Durante esta época de su vida, Crabbe se sumó a la compañía fabricante de piscinas Cascade Industries Inc como promotor y portavoz de la misma, permaneciendo en la misma hasta su muerte.  
A pesar de todas estas actividades, nunca abandonó la interpretación. Así, a partir de la década de 1950 actuó en numerosos filmes de bajo presupuesto. Una de sus interpretaciones fue la que hizo en el largometraje de 1982 The Comeback Trail un año antes de fallecer.
Aparte de todo ello, Crabbe también actuó en comerciales televisivos para las compañías Hormel Chili y Magic Mold Bodyshirt.

## Fallecimiento
Buster Crabbe falleció el 23 de abril de 1983, a los 75 años de edad, a causa de un infarto agudo de miocardio en Scottsdale (Arizona), y fue enterrado en el Cementerio Green Acres Memorial Gardens.